# Pierre François Bauduin
Pierre François Bauduin, (1768 - 1815), baron, a fost un general francez francez al perioadei napoleoniene. Se remarcă îndeosebi la Marengo și la Essling, în 1809, apoi la Moskowa, unde este rănit. Generalul este rănit mortal în cadrul atacului inițial asupra Hougoumont, în cadrul bătăliei de la Waterloo și încetează din viață în aceeași zi.